# 小行星2896
小行星2896（2896 Preiss）是一颗围绕太阳公转的小行星。1931年9月15日，卡爾·威廉·萊茵姆特在海德堡发现了此天体。
該小行星以德國律師岡特·普萊斯（Gunter Preiss）命名。
这颗小行星的绝对星等为121.1252678390409等。